# Josh Sawyer
Joshua Eric Sawyer (nacido el 18 de octubre de 1975), más conocido y acreditado como Josh Sawyer, JE Sawyer o JSawyer, es un diseñador de videojuegos estadounidense, conocido por su trabajo en videojuegos de rol.

## Temprana edad y educación
Sawyer creció en Fort Atkinson, Wisconsin, y es hijo de Linda Sawyer y el escultor Gerald P. Sawyer. Es de ascendencia alemana. Obtuvo una licenciatura de la Universidad de Lawrence en Appleton, Wisconsin. Además de estudiar historia, Sawyer participó en el teatro (incluyendo el montaje de una producción de Assassins). Después de Lawrence, Sawyer se mudó a California.

## Carrera
Comenzando como diseñador web en Black Isle Studios en 1999, Sawyer rápidamente ascendió hasta convertirse en diseñador y luego como diseñador principal en Icewind Dale II. Mientras estuvo en Black Isle, fue conocido por idear el sistema de nombres de proyectos "Ex-Presidentes". 
En noviembre de 2003, Sawyer anunció su salida de Black Isle, donde se había desempeñado como diseñador principal de Fallout 3, para dedicarse a otros proyectos. Interplay cerró Black Isle dos semanas después de la partida de Sawyer.
El 19 de julio de 2005, GameSpot informó que había dejado Midway's Gauntlet: Seven Sorrows y aceptaba un puesto en Obsidian Entertainment, un estudio fundado y atendido por muchos veteranos de Black Isle. Su primer papel fue como diseñador principal de Neverwinter Nights 2.
Más tarde actuó como director de proyecto y diseñador principal de fallout: New Vegas. En diciembre de 2011, Sawyer lanzó públicamente un mod de New Vegas diseñado para su uso personal, agregando una gran variedad de pequeños ajustes al juego que van desde reequilibrar el karma de ciertos personajes hasta reducir la velocidad de subida de nivel. A partir de noviembre de 2012, este mod se actualizó a la versión 5.1.
También se desempeñó como director de proyecto y diseñador principal en Aliens RPG. Sega, el editor del juego, canceló posteriormente el proyecto, lo que provocó despidos en Obsidian. Según el director ejecutivo de Obsidian, Feargus Urquhart, el juego, titulado Aliens: Crucible, "parecía y se sentía como si estuviera listo para enviarse".
En 2012, con Obsidian al borde del desastre financiero tras la cancelación de otro proyecto por parte de una editorial, Sawyer propuso a la empresa volver a sus raíces de diseño haciendo un RPG isométrico al estilo de los creados en Black Isle. Argumentando que había un mercado para este tipo de juegos entre los fanáticos, Sawyer sugirió recurrir a la plataforma Kickstarter para obtener fondos para el desarrollo sin un editor. Logró persuadir a los líderes de la empresa y el juego resultante, Pillars of Eternity, cumplió su objetivo de financiación de Kickstarter de 1,1 millones de dólares en 27 horas. Finalmente recaudó casi cuatro millones de dólares, estableciendo un récord de Kickstarter en ese momento. Más tarde, Sawyer se desempeñó como director y diseñador narrativo en su secuela, Pillars of Eternity II: Deadfire, que también fue financiado por crowdfunding y lanzado en 2018.

## Juegos
| Año  | Título                                   | Rol                                                |
| ---- | ---------------------------------------- | -------------------------------------------------- |
| 2000 | Icewind Dale                             | Diseñador                                          |
| 2001 | Icewind Dale: Heart of Winter            | Diseñador                                          |
| 2002 | Icewind Dale II                          | Diseñador encargado                                |
| 2003 | Fallout 3 (Van Buren)                    | Diseñador encargado                                |
| 2005 | Gauntlet: Seven Sorrows                  | Diseñador encargado                                |
| 2006 | Neverwinter Nights 2                     | Diseñador encargado                                |
| 2010 | Alpha Protocol                           | Diseñador                                          |
| 2010 | Fallout New Vegas                        | Director, diseñador principal                      |
| 2010 | Fallout: New Vegas: Dead Money           | Diseñador líder de sistemas, diseñador narrativo   |
| 2011 | Fallout: New Vegas: Honest Hearts        | Director de proyecto, diseñador narrativo          |
| 2011 | Fallout: New Vegas: Old World Blues      | Diseñador líder de sistemas, diseñador narrativo   |
| 2011 | Fallout: New Vegas: Lonesome Road        | Diseñador líder de sistemas, diseñador narrativo   |
| 2011 | Fallout: New Vegas: Gun Runners' Arsenal | Director del proyecto                              |
| 2015 | Pillars of Eternity                      | Director, diseñador principal, redacción adicional |
| 2018 | Pillars of Eternity II: Deadfire         | Director, diseñador narrativo                      |
| 2022 | Pentiment                                | Director narrativo y de juego                      |